# 室0号
室0号（むろれいごう）とは、日本で最初に作られた航空用エンジン。
大日本帝国陸軍（以下陸軍）初の制式航空発動機である「陸軍六式百馬力」の試作第一号機であり、日本製鋼所室蘭工業所（現日本製鋼所室蘭製作所）で製造された。

## 概要
室0号は、日本製鋼所室蘭工業所（現日本製鋼所室蘭製作所）にてダイムラー製E6F型発動機（水冷直列6気筒、プロペラ直結型、100馬力）を陸軍のスケッチを元に製造したものである。
1917年（大正6年）12月、陸軍東京砲兵工廠は日本製鋼所と東京瓦斯電氣工業の2社に対し、航空機用発動機の試作を発注した。日本製鋼所では宮田応礼を中心に試作が行われ、1918年（大正7年）12月21日に完成した。
電動機による摺り合せを済ませた後、12月23日にプロペラリアクションとスラストを計測できる運転試験台に搭載される。ところが、その日の気温が零下7度の低温であったため、起動不成功に終わった。
翌12月24日、シェル社の良質ガソリンを用い，また気化器の水套に仮設ボイラーの温水を還流させ、起動に成功する。1時間後に3番シリンダが焼きつきを起こしたため、全部の遊隙（クリアランス）を修正した。
翌12月25日、公式第一次領収運転に倣った連続4時間の試運転が行なわれ、つつがなく終了する。分解検査ではシリンダーに損耗等一切認められず、良好な成績であった。
「陸軍六式百馬力」は日本製鋼所では室0号を含め21基が製造されたが、前半の10基はそれぞれ当時 2,000円の赤字となり、後半の10基についても製造コストがかさんだため、1921年（大正10年）航空機用エンジンの生産から撤退した。なお、この発動機で培った製造技術は戦車用発動機などに転用された。
室0号はしばらくの間、室蘭に保存されていたが、1939年（昭和14年）に武蔵製作所（後の日本製鋼所東京製作所）で戦車用発動機を生産する際に譲渡され、長い間所在がはっきりしなかった。1977年（昭和52年）に室蘭製作所の社内報での紹介がきっかけとなり、東京製作所から室蘭製作所へ里帰りすることになった。
里帰りした室0号はほぼバラバラの状態であったが、1979年（昭和54年）にほぼ復元され、現在は日本製鋼所室蘭製作所に保存されている。